# Rocky (jogo eletrônico de 2002)
Rocky é um jogo eletrônico de luta lançado em 2002 pela Rage Software para as plataformas Xbox, PlayStation 2 e GameCube. Mais tarde foi relançado para Game Boy Advance pela empresa Virtucraft. O jogo é baseado na série de filmes Rocky.
No jogo, o jogador contorla Rocky Balboa em sua jornada de boxeador desde sua fase amadora na carreira, enfrentando oponentes como Spider Rico, até a fase profissional ao vencer o campeonato contra Apollo Creed e outros. O jogo se baseia bastante aos filmes, com todos os personagens da série sendo mencionados pelo menos uma vez no enredo. As versões para PlayStation 2 e Xbox, no mercado PAL, foram lançados em um pacote que incluiu o primeiro lançamento em DVD do primeiro filme Rocky. Uma sequência foi lançada sob o título Rocky Legends.